# Trachycystis ussuriensis
Trachycystis ussuriensis là một loài Rêu trong họ Mniaceae. Loài này được (Maack & Regel) T.J. Kop. mô tả khoa học đầu tiên năm 1977.